# Paszczakowe
Paszczakowe (Podargiformes) – rząd ptaków z infragromady neognatycznych (Neognathae).

## Zasięg występowania
Rząd obejmuje gatunki występujące w południowej i południowo-wschodniej Azji, Australii, na Nowej Gwinei i Wyspach Salomona. 

## Systematyka
Do rzędu należy jedna rodzina:
- Podargidae Blyth, 1838 – paszczaki